# CHU-LIP
〈CHU-LIP〉은 일본의 가수 오쓰카 아이가 발매한 14번째 싱글이다. 2007년 2월 21일 발매되었다.
〈CHU-LIP〉은 밝고 경쾌한 곡으로, "CHU-LIP"이라는 제목은 꽃 이름 "튤립"에, 입술에서 나는 소리 "츄-"를 합친 것이다. 실제로 싱글 〈CHU-LIP〉의 자켓 사진에도 튤립 그림이 그려져 있고, 곡 후반에도 "츄-" 소리를 여러 번 들을 수 있다. 드라마 《きらきら研修医》 (반짝반짝 연수의)의 주제가로 사용되었다. 커플링 곡 〈キミニカエル。〉 (너에게 돌아가다)는 〈CHU-LIP〉과 상반되는 조용하고 느릿한 곡이다.
자켓 사진은 빨간 타일로 되어 있는 남자 화장실에서 촬영했고, 볼에 빨간 립스틱 자국이 있는 노란 머리의 오쓰카 아이가 등장한다. 뮤직 비디오도 노래에 걸맞게 특이한 장면들이 많은데, 튤립 꽃이 흔들리는 풀밭에서 소똥이 떨어지는 장면부터 시작해, 목욕을 하고 있는 남자를 뒤에서 훔쳐보는 장면, 남자 화장실 소변기에 걸터 앉아 〈CHU-LIP〉의 후렴구에 맞춰 춤을 추는 장면 등이 나온다. 오쓰카 아이는 인터뷰에서 〈CHU-LIP〉을 "수수께끼"의 노래라 말하며, 뮤직 비디오는 신비한 본능의 여행을 그린 것이라고 밝혔다. 또, 봄에는 슬프고 안타까운 노래들이 많지만 〈CHU-LIP〉은 봄을 북돋워 주는 곡이 될 것이라고 예상했다.
이 싱글이 발매된 지 한 달 후에 첫 베스트 앨범 《愛 am BEST》가 발매되었지만 수록되지는 않았고, 2007년 9월 26일 발매된 4번째 정규 앨범 《LOVE PiECE》의 9번째 곡으로 수록되었다.

## 곡목
CD
1. CHU-LIP
2. キミニカエル。 (너에게 돌아가다)
3. CHU-LIP (Instrumental)
4. キミニカエル。 (Instrumental)

DVD
1. CHU-LIP (Music Clip)